# Johann Philipp Nonne
Johann Philipp Nonne (* 1729; † 1772) war ein deutscher Arzt und Botaniker. Er gab eine Lokalflora für Erfurt heraus, in der neben Pflanzen auch die Pilzgattungen Agaricus, Boletus, Hydnum, Phallus, Peziza, Clavaria, Lycoperdon und Mucor behandelt wurden.

## Schriften
- Flora in territorio Erfordensi indigena. 1763

## Belege
- Heinrich Dörfelt, Gottfried Jetschke (Hrsg.): Wörterbuch der Mycologie. 2. Auflage. Spektrum Akademischer Verlag, Heidelberg/Berlin 2001, ISBN 3-8274-0920-9, S. 218.

| Personendaten    | Personendaten                |
| ---------------- | ---------------------------- |
| NAME             | Nonne, Johann Philipp        |
| KURZBESCHREIBUNG | deutscher Arzt und Botaniker |
| GEBURTSDATUM     | 1729                         |
| STERBEDATUM      | 1772                         |